# Centum gravamina teutonicae nationalis
O Centum gravamina teutonicae nationis, ou Gravamina, era uma lista de "cem queixas da nação alemã" dirigida à Igreja Católica na Alemanha, apresentada pelos príncipes alemães, Fürsten, reunidos na Dieta de Nuremberg em 1522– 23. Eles eram de fato o segundo livro de queixas (Secundum Gravaminum Libellus), sendo o primeiro o Gravamina Nationis Germanicae et Sacri Romani Imperii Decem (dez queixas da nação alemã e do Sacro Império Romano) que circulava em manuscrito nos anos que antecederam a Reforma Protestante desde 1455, quando apresentado pela primeira vez por Dietrich von Erbach, o arcebispo de Mainz. Seu primeiro editor e tradutor inglês escreve sobre eles:
Deve-se ter em mente que este detalhe de "Queixas" não é um ataque feito à Igreja de Roma e seu sacerdócio por separatistas, por "protestantes", ansiosos para narrar e exagerar abusos para fortalecer sua própria posição, mas eles foram "queixas" daqueles que, não desejando deixar a Igreja Romana, sentiram quão gravemente as corrupções denunciadas pressionavam seus membros e prejudicavam sua eficácia.